# Fremap
FREMAP es una mutua colaboradora con la Seguridad Social en España con el número 61. Su denominación oficial es FREMAP Mutua colaboradora con la Seguridad Social Número 61.

## Historia

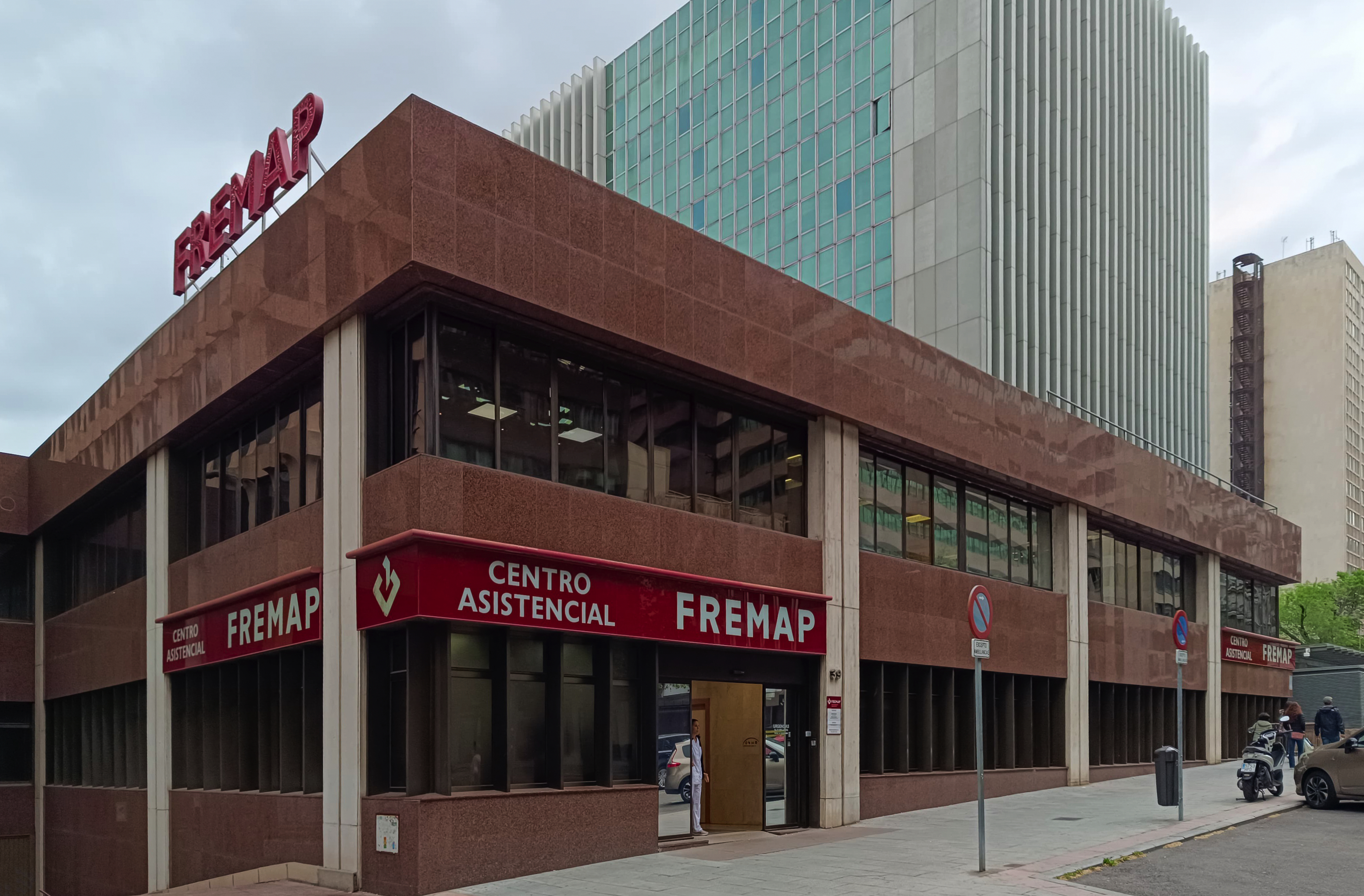
Centro asistencial de Fremap en Madrid

En el año 1933, la Agrupación de Propietarios de Fincas Rústicas de España fundó la Mutualidad de Seguros de la Agrupación de Propietarios de Fincas Rústicas de España. En el mismo año pasó a llamarse Mutua de Seguros Agrícolas, Mapfre. Comenzó a funcionar como aseguradora de accidentes de trabajo, para luego asumir más tipos de seguros, llegando a denominarse Mapfre Mutualidad de Seguros.
A raíz de la Ley de Bases de la Seguridad Social de 1966, la definición de estas empresas incluía expresamente la exigencia de limitar su actividad a la gestión de las contingencias y enfermedades profesionales. A consencia de ello, el mismo año, la Junta General Extraordinaria de Mapfre Mutualidad de Seguros aprobó la separación de Mapfre Mutua Patronal de Accidentes de Trabajo como una entidad jurídicamente independiente, pasando a ofrecer los demás ramos de seguro privado con el nombre de Mapfre.
Desde el 1 de enero de 1992, la Junta General acordó la denominación actual de FREMAP, Mutua colaboradora con la Seguridad Social, para evitar la confusión en la denominación de las mutuas de accidentes de trabajo y otras empresas.